# アンドリヤ・カルジェロヴィッチ
アンドリヤ・カルジェロヴィッチ（セルビア語: Андрија Калуђеровић、セルビア・クロアチア語: Andrija Kaluđerović、1987年7月5日 - ）は、ユーゴスラビア（現セルビア）・北バチュカ郡バチュカ・トポラ出身の元サッカー選手。ポジションはフォワード。

## 経歴
OFKベオグラードで選手経歴をスタートするも、出場機会に恵まれずレンタル移籍により2部リーグや3部リーグに所属するクラブを渡り歩いた。
セルビアU-21代表としては2008年にスウェーデンで行われたUEFA U-21欧州選手権への出場は逃し、同年夏に中国で行われた北京オリンピックでも当初はバックアップメンバーとしての登録だったが、所属クラブの諸事情で出場辞退したステファン・バボヴィッチの代役としてセルビア代表メンバーに選出された。
2009年にFKラド・ベオグラードへ移籍。2010年4月7日、敵地で行われた日本との親善試合においてセルビア代表デビューを果たした。
レッドスター・ベオグラードに移籍した2010-11シーズンには13得点を挙げて、スーペルリーガ得点王となった。
2012年、Jリーグのクラブと中国のクラブからオファーを受けていたが、中国サッカー・スーパーリーグの北京国安に移籍した。しかし出場機会がつかめず、2012年8月末、スペインのラシン・サンタンデールにレンタル移籍した。
2016年6月5日、AリーガのFKジャルギリスに加入することが発表された。同年のシーズンではリーグ戦20ゴールを挙げ得点王を獲得した。
2017年1月11日、ポートFCへ加入しタイ・リーグに参戦した。
2017年8月15日、Aリーグのウェリントン・フェニックスFCに移籍した。
2018年、スロベニアのオリンピア・リュブリャナに移籍した。
2024年1月25日、現役引退を発表した。

## タイトル
- セルビア・スーペルリーガ得点王 : 2010-11（13得点）
- セルビア・スーペルリーガ年間ベストイレブン : 2010-11
- Aリーガ得点王 : 2016（20得点）